# Železniška postaja Ljubljana Vižmarje
Železniška postaja Ljubljana Vižmarje je ena izmed železniških postaj v Sloveniji, ki oskrbuje bližnja naselja Vižmarje, Gunclje, Brod in Šentvid.
Železniška postaja je ime po Vižmarjih in ne po Šentvidu, kar bi bilo bolj logično, dobila, ker je Šentvidov veliko ter bi tako lahko prihajalo do pomot (Političen list za slovenski narod (04.12.1883, letnik 11, številka 203)).
V dokumentu "Denkschrift über die projectirte Eisenbahn von Laibach bis Villach resp. Tarvis", ki ga je izdal komite za izgradnjo gorenjske železnice na Dunaju/Wien/ leta 1868 je pri opisu trase, omenjena postaja, ki se bo zgradila med krajema St.Veit(St.Vid) in Višmarje. Progo na odseku, kjer je tudi postaja Vižmarje so odprli leta 1870, tako so v teh letih zelo verjetno zgradili tudi postajo.
Po dokončanju obvozne proge iz Vižmarij skozi Črnuče do Laz leta 1942 so postajo zelo povečali ter zgradili barake za carino, obmejno policijo, železničarje in vodno postajo[1].
V času SFRJ so bili na postaji Vižmarje prazni tovorni vagoni, ki so dalj časa čakali na vozovno odreditev. Postaja je imela tudi industrijski tir za podjetji Slovenijales in Metalka, ki pa so ga odstranili. Na postaji je bila tudi vagonska tehnica. Premik so opravljali nabiralni vlaki in pa premikalna skupina iz Šiške. Po osamosvojitvi Slovenije so na postaji večkrat odsluženi vagoni, ki niso primerni za promet.

Železniška postaja Vižmarje, je odlična izhodiščna točka za različne izlete. Na izlet se lahko odpravimo na Katarino,  Grmado, Toško čelo, Bormes, Slavkov dom ali druge.